# 盲目的肉食主義：我們愛狗卻吃豬、穿牛皮？
《盲目的肉食主義：我們愛狗卻吃豬、穿牛皮？》（Why We Love Dogs, Eat Pigs, and Wear Cows）是美國社會心理學者梅樂妮·喬伊於2009年出版的著作，內容在講述信念體系與肉食心理學，或稱「肉食主義」。2001年，喬伊發明肉食主義一詞，並在2003年撰寫的博士論文中進一步發展此概念。肉食主義隸屬於物種歧視之下:9–12，恰與道德上的純素主義形成對比。純素主義是指在道德上努力不去食用或使用肉品和其他的動物產品。

## 背景
動物權利人士喬伊很關注肉食動物等詞彙固有的語文偏見，這類詞彙並不精準，也無法說明「行為底下的信念」。肉食動物必須吃肉才能存活，葷食者則是憑自己的信念選擇吃肉:422:30。喬伊發現，那些生產、食用、推廣吃肉的人所抱持之信念，並沒有可以確立下來的名稱，於是喬伊創造肉食主義（carnism，拉丁文 carn 是指肉體或身體）一詞，對這個權威的文化信念體系加以命名及描述。喬伊寫道：「我們理所當然覺得，既然我們遵從主流的思考方式，那就沒有必要指定一個詞彙來描述自己，彷彿它已十分普遍，成為生活中固有的環節，而不是大家廣為接受的意見。吃肉雖是文化上的主流，卻也反映出一種不是人人都贊同的選擇。」

## 概要
根據喬伊的看法，在現代的文化中，肉食主義是一種具權威卻又隱形的典範，支持人們選擇食用肉品:138–139。在社會、心理、生理這三大層面上，肉食主義都是隱形的信念體系。舉例來說，在生理層面上，美國每年估計有百億隻的陸地動物遭到屠宰食用，但這些動物大多並不為人所見，全都關在密閉型動物飼養場裡:422，大眾看不見，媒體接近不了。喬伊認為選擇吃肉並不如吃肉支持者所言的自然與理所當然，吃肉是受到社會制約的影響。喬伊表示，大多數的人都深切關心動物，不希望動物受苦。

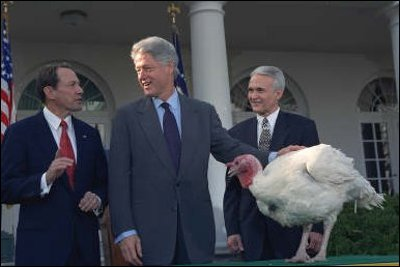
美國總統比爾·柯林頓出席全國感恩節火雞特赦儀式。柯林頓公開表示火雞很獨立，個性各有不同，等於是「以論述質疑肉食主義」

喬伊認為同理心有其神經上的根基，大多數的人都關心那些非人類的動物，想要避免那些動物受苦。此外，人類還重視慈悲心、互助、正義。然而，人類的行為並不符合前述的價值觀。喬伊表示，為了繼續吃肉，人類只好處於精神麻痺的狀態，而人類對於自己在動物面前展現的行為，其所抱持的認知也隨之改變，還運用多種心理防衛機制來阻擋同理心。
第一，肉食主義否認吃動物是有問題的行為；第二，肉食主義將吃動物合理化，認為那很正常、自然、必要；第三，為了防止認知失調，肉食主義把人對動物的認知，從活生生的個體轉變成食物、抽象概念、類別。而堅持這類信念的人，亦可稱為葷食者。
喬伊認為，肉食主義藉由否認、合理化、扭曲認知的方式來影響人們，使人們違背自己的核心價值觀。動物權利人士與文化研究學者都暗示，美國葷食者論述之所以得以合法化，最應負責的就是政府與媒體這兩大管道:103。

## 意見評論
喬伊認為肉食主義體系跟民主互有扞格，文字工作者梅根．柯恩斯（Megan Kearns）同意此看法；然而，喬伊歸咎於體系，不怪罪那些選擇葷食的人，柯恩斯對此卻持不同意見。「我們社會對於進食這件事與對動物的設想，可說是相互矛盾，也是隱然的危害。然而，一方面認為應歸咎於體系，一方面又認為人應負責喚醒內在良知並行使自由意志，未免流於前後不一。」柯恩斯也表示，不僅許多富有同情心的人選擇吃肉，而且許多的素食者吃素是基於健康因素，不是基於道德理由。
馬爾默大學的海倫娜．派德森（Helena Pedersen）提出質疑，喬伊把吃肉者視為同質的團體，這種看法真的準確無誤嗎？畢竟吃肉者有各種不同類型，吃肉的理由也各有不同:112。主張動物權利廢除論的人士（例如蓋瑞．弗蘭西恩）並不認同肉食主義的概念，他們認為該概念為了呼籲大眾立即揚棄所有的動物使用；為了不用明顯的手段宣導純素主義，而採用忽略的手段間接主張動物福利立場。
該書亦有德文版：Warum wir Hunde lieben，Schweine essen und Kühe anziehen: Karnismus - eine Einführung。

## 亦見
- 厭惡

## 深入閱讀
- Fox, Katrina (2010年6月18日)。吃肉不自然：那是肉食主義。ABC News (澳洲)。
- 多倫多熟食店主賣馬肉不是醜聞 （页面存档备份，存于）。《加拿大通訊社》。2013年3月10日。
- Knight, Alison (201 2年11月29日)。肉食主義造詞者喬伊樂在工作。UWO Gazette，第4頁。(印刷版 （页面存档备份，存于）)
- Kranjec, Mankica (2012年4月17日)。Zlati prinašalec za kosilo?[永久]。Jana
- Moller, Valdemar (2012年12月4日)。Varje dag ställs vi inför valet om vad vi ska äta （页面存档备份，存于）。Fria Tidningen。
- Samson, Claudette (2012年11月22日)。Le véganisme, un refus de l'exploitation des animaux （页面存档备份，存于）。Le Soleil'。
- Schott, Ben (2010年1月11日)。肉食主義 （页面存档备份，存于）。《紐約時報》。
- Socha, Kim; Sarahjane Blum (2013年)。《面對動物剝削：解放運動與純素主義草根選文》(Confronting Animal Exploitation: Grassroots Essays on Liberation and Veganism)。McFarland。ISBN 0786465751。

- Spencer, Stephan (2012年9月13日)。是朋友還是食物？如何決定意識型態 （页面存档备份，存于）。《哈芬登郵報》。
- Vereecken, Kathleen (2012年12月15日)。Dierenliefde gaat niet door de maag。De Standaard。